# Aquilegia einseleana
Aquilegia einseleana är en ranunkelväxtart som beskrevs av Friedrich Wilhelm Schultz. Aquilegia einseleana ingår i släktet aklejor, och familjen ranunkelväxter. Inga underarter finns listade i Catalogue of Life.

## Bildgalleri

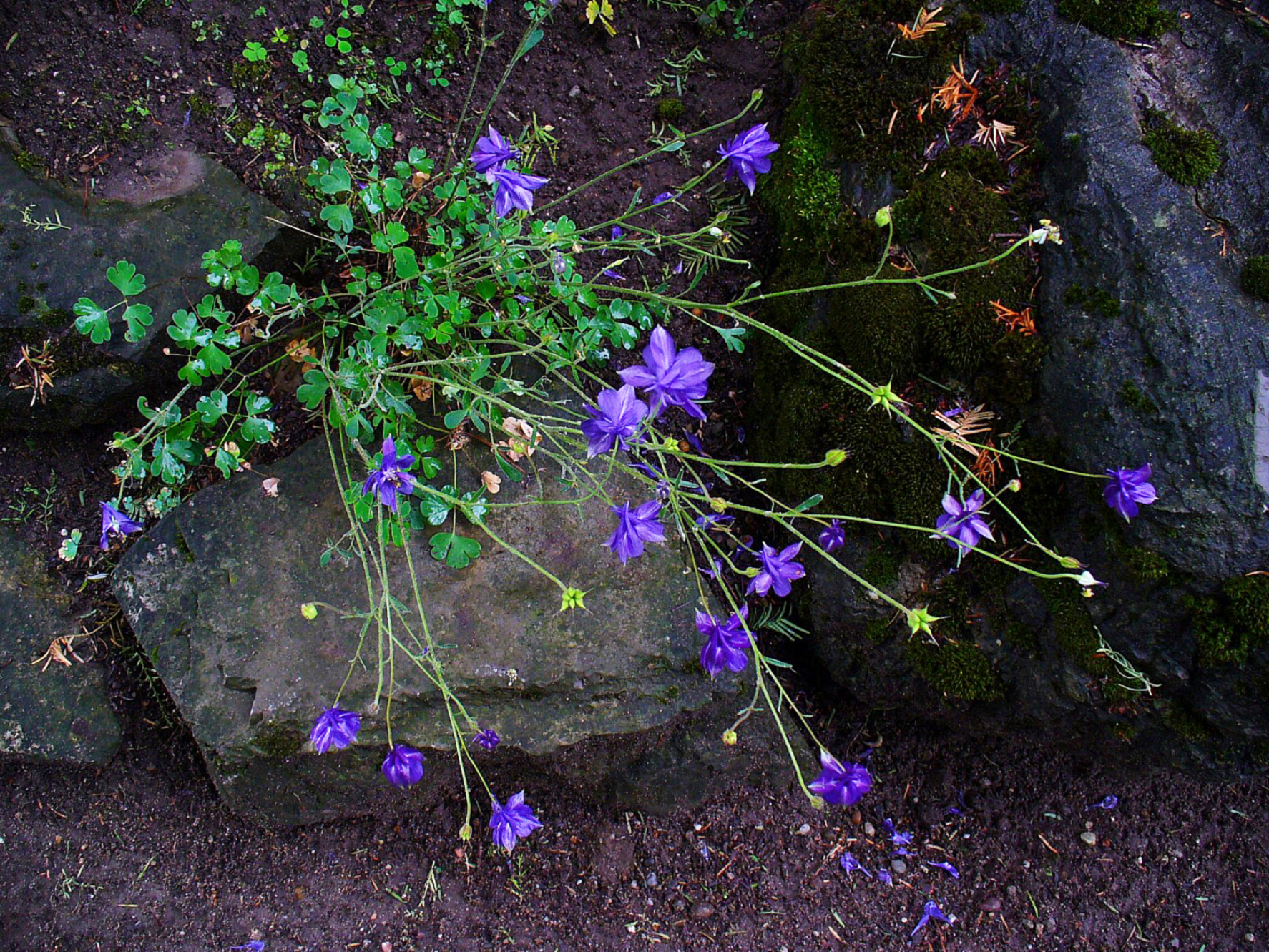
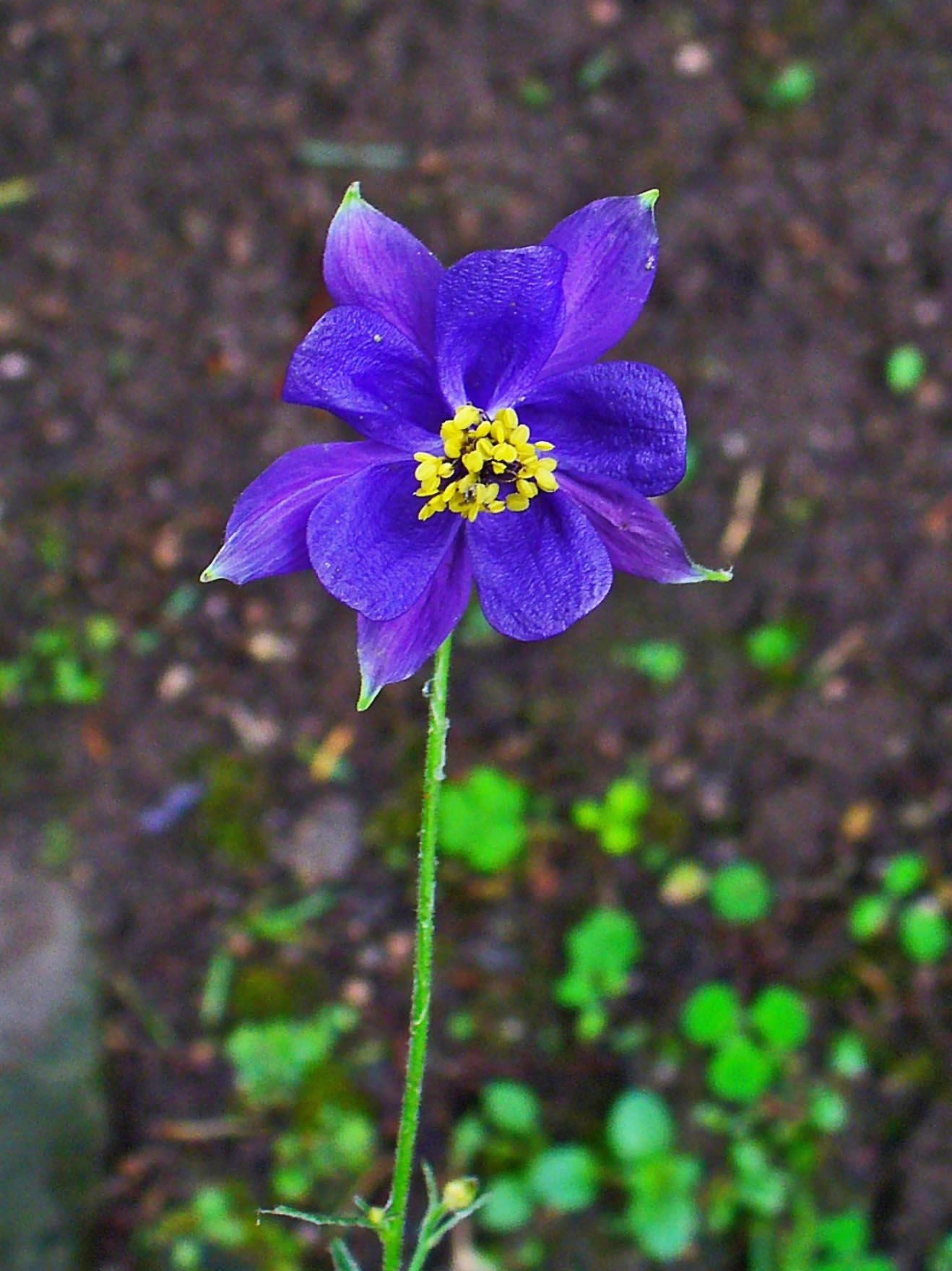
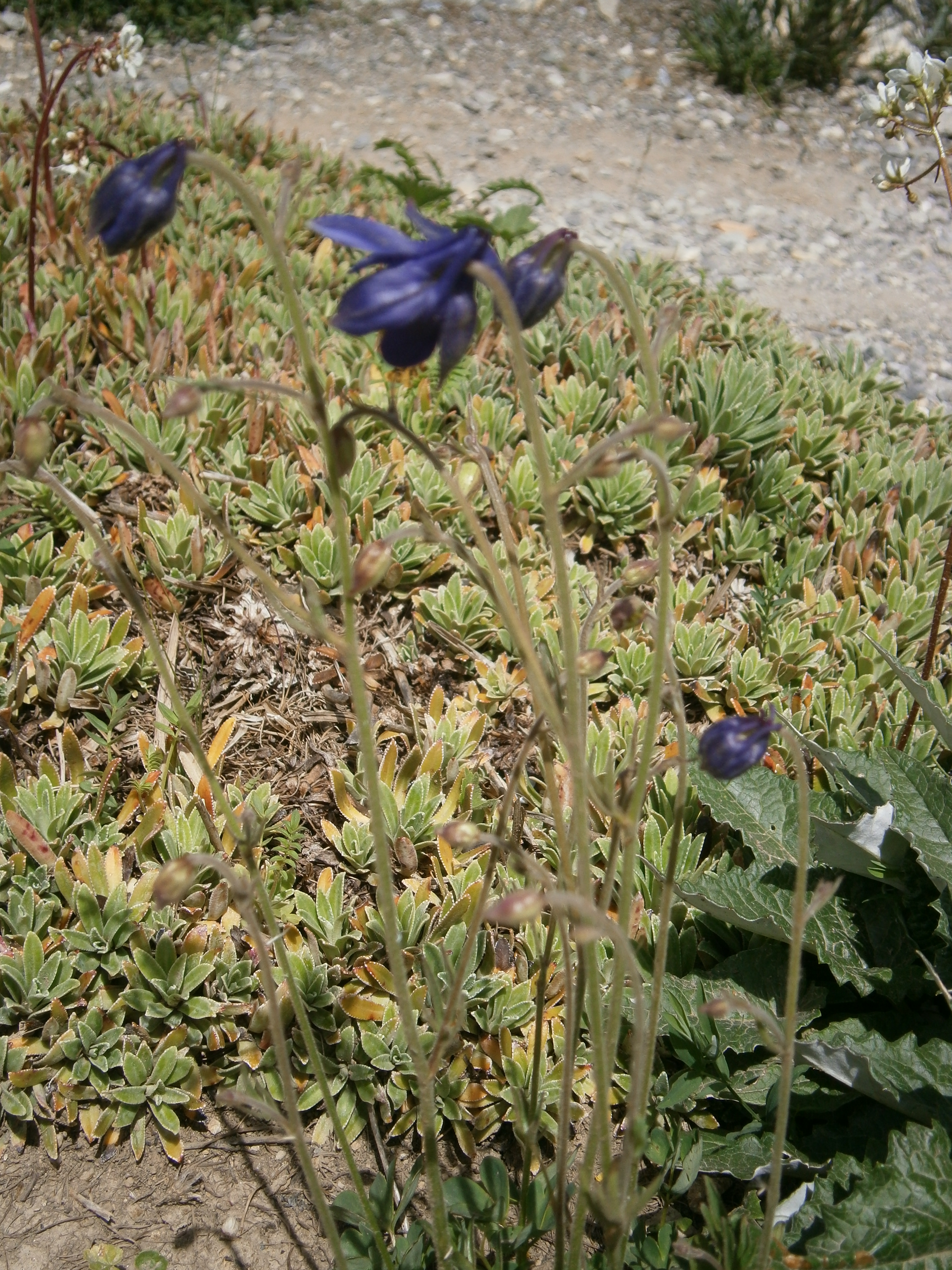
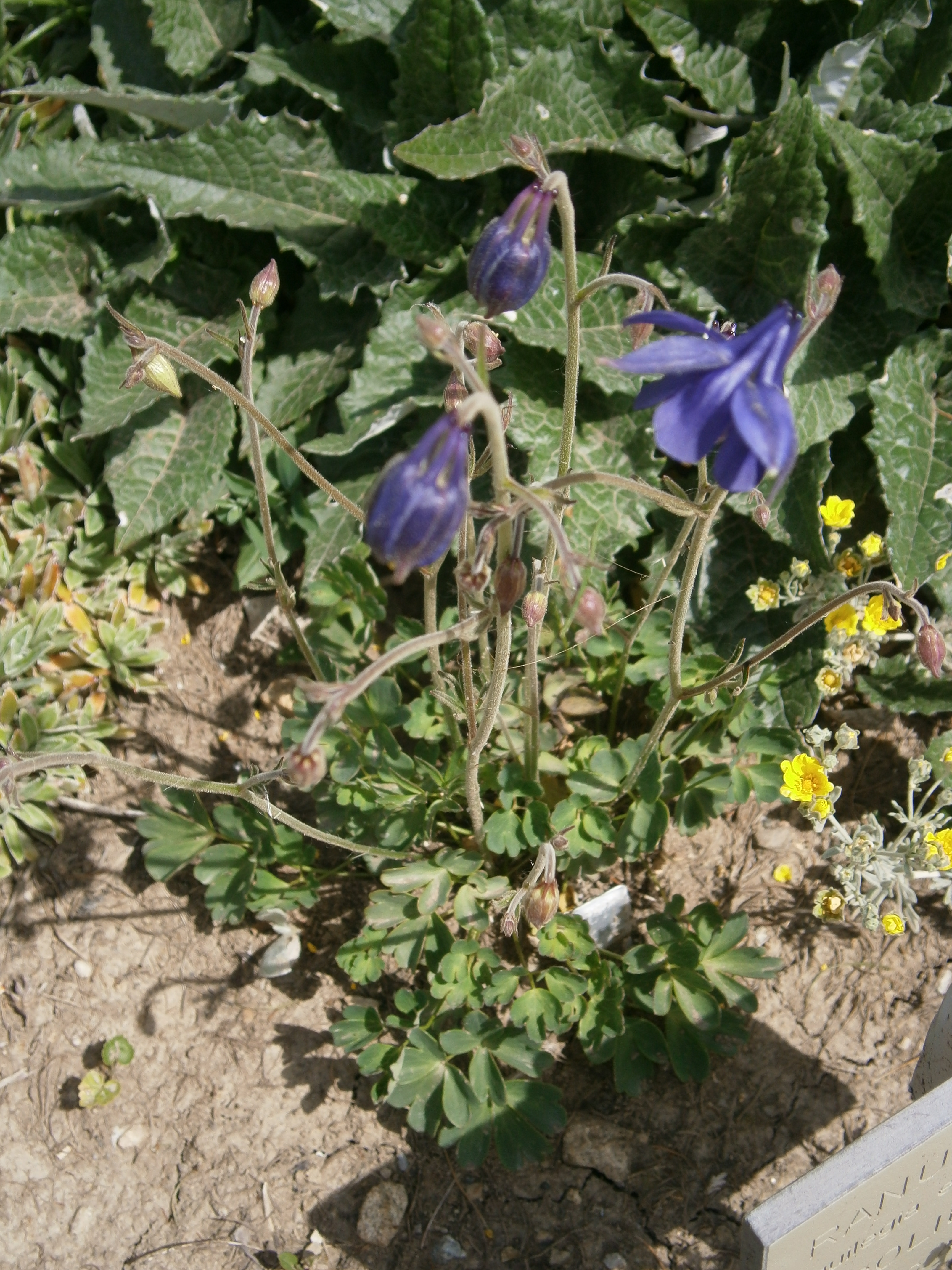
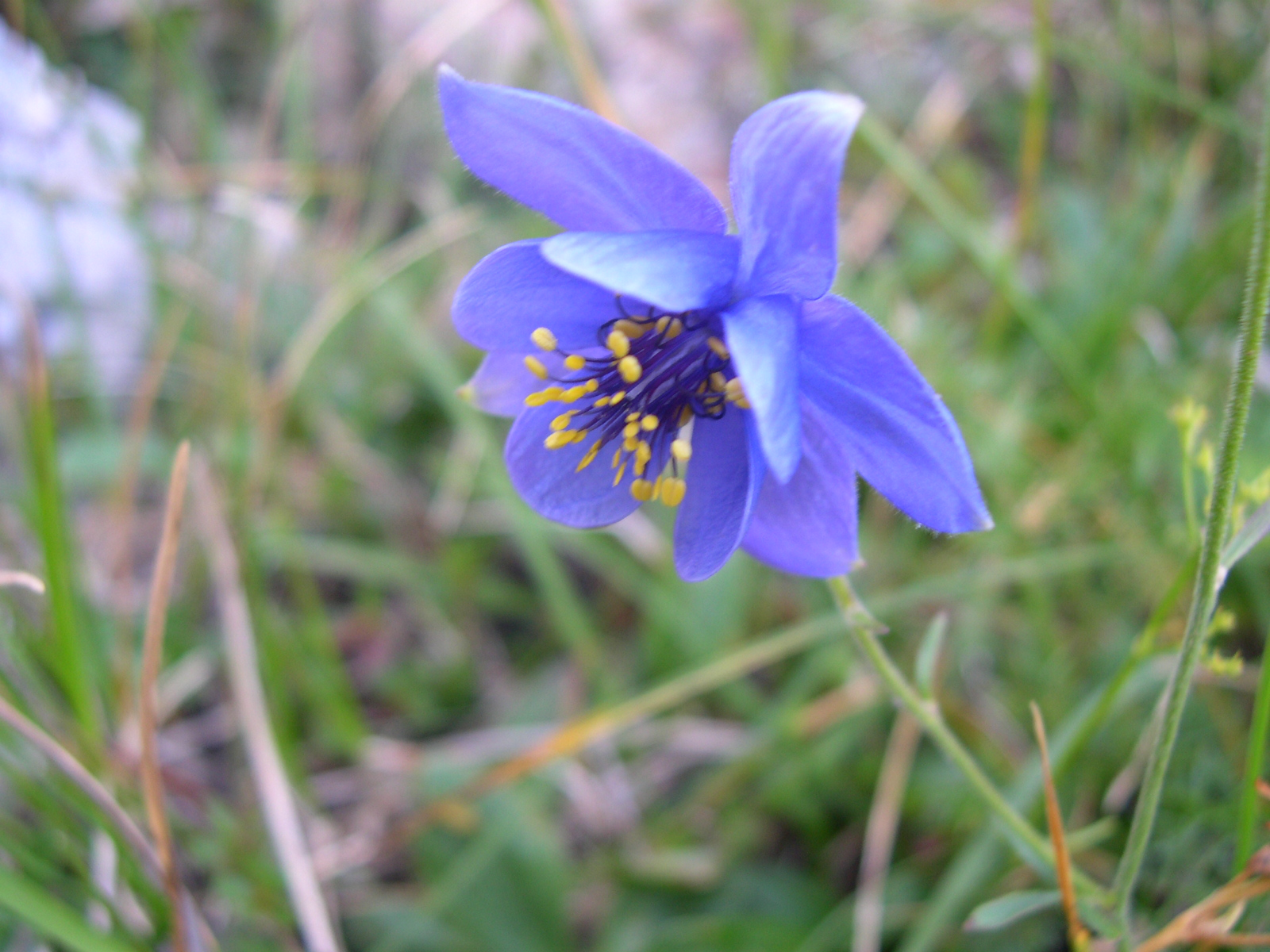
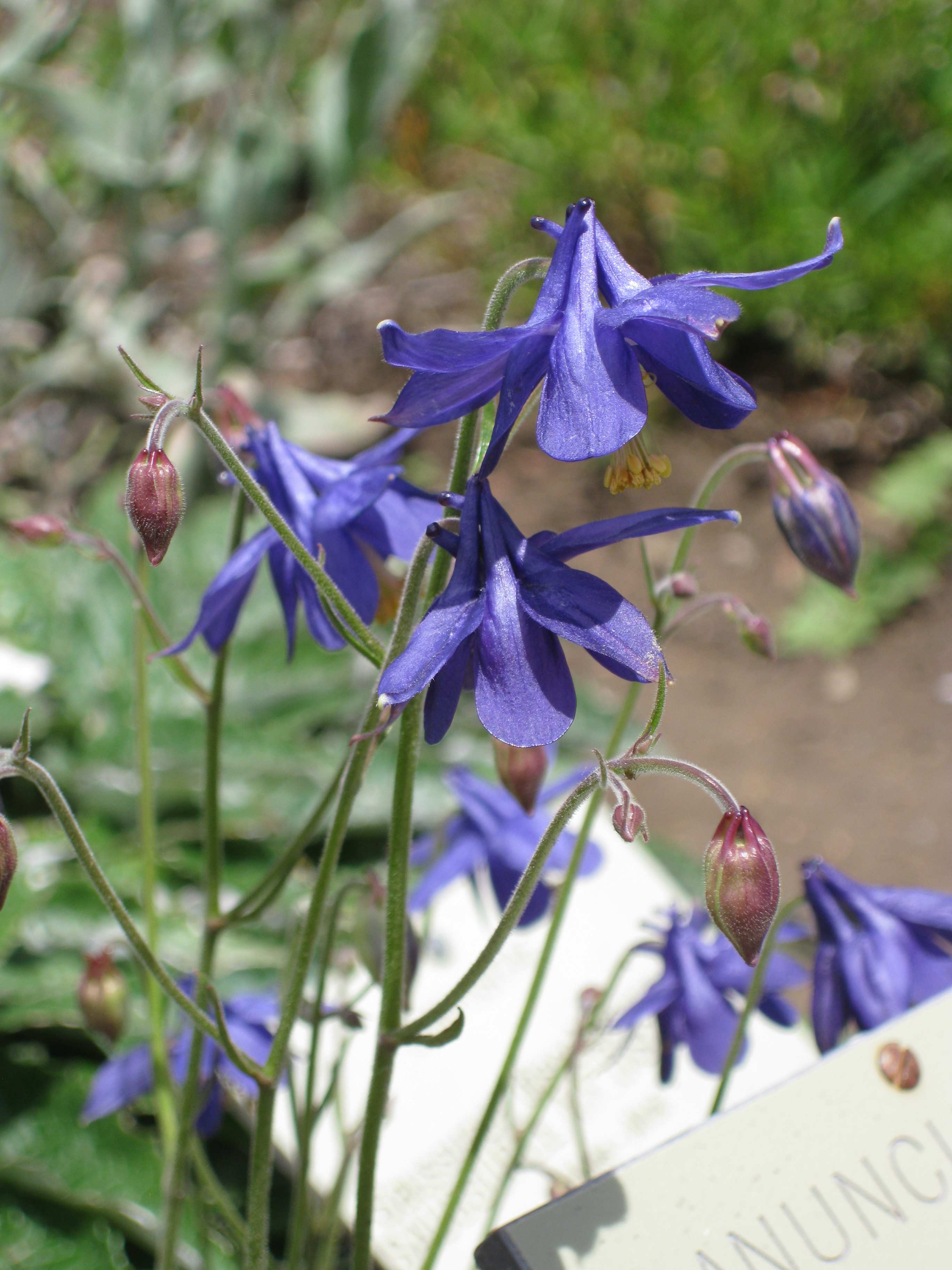